# Peet Bijen
Peet Bijen (Hengelo, 28 gennaio 1995) è un ex calciatore olandese, di ruolo difensore.

## Carriera

### Club
Ha giocato nella prima divisione olandese.

### Nazionale
Ha giocato nelle nazionali giovanili olandesi Under-18, Under-19, Under-20 ed Under-21.

## Palmarès

### Club

#### Competizioni nazionali
- Eerste Divisie: 2

Twente: 2018-2019
Emmen: 2021-2022